# Universiteit van Pavia

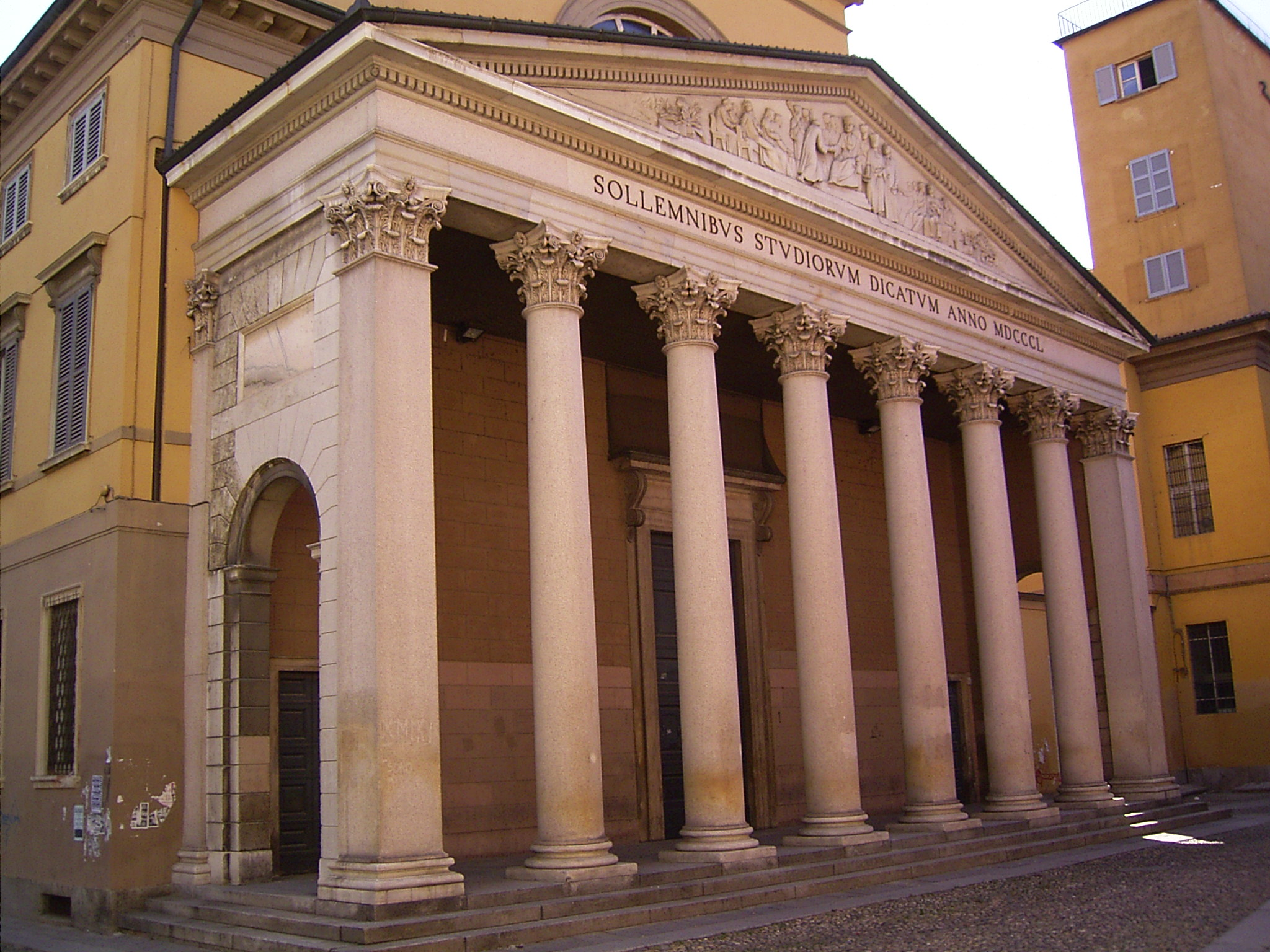
Aula Magna

De Universiteit van Pavia is een van de oudste universiteiten van Italië.

## Geschiedenis
In het jaar 825 richtte keizer Lotharius I van het Heilige Roomse Rijk een school voor retorica op in Pavia. In het jaar 1361 kreeg de instelling door toedoen van keizer Karel IV dezelfde status als andere universiteiten. Baanbrekend werk van een aantal personen die aan de universiteit verbonden waren, heeft de universiteit een goede naam bezorgd.
De universiteit is aangesloten bij de Coimbragroep.

## Faculteiten
De universiteit heeft negen faculteiten:
- Faculteit Rechtsgeleerdheid
- Faculteit der Letteren en Filosofie
- Medische Faculteit
- Faculteit voor exacte wetenschappen
- Farmaceutische Faculteit
- Technische faculteit
- Economische Faculteit
- Faculteit der Musicologie
- Faculteit Politicologie

## Personen
- Cesare Beccaria, jurist
- Girolamo Cardano, wetenschapper
- Contardo Ferrini, jurist, zalig verklaard
- Ugo Foscolo, schrijver
- Emilio Gabba, historicus
- Camillo Golgi, medicus, Nobelprijs 1906
- Giovanni Battista Grassi, medicus, malaria-vorser
- Giovanni Di Guglielmo, hematoloog
- Angelo Ramazzotti, patriarch van Venetië
- Giacomo Rossi, kerkjurist, bisschop van Verona, bisschop van Luni, aartsbisschop van Napels
- Carlo Rubbia, fysicus, Nobelprijs 1984
- Cesare Segre, schrijver
- Lazzaro Spallanzani, bioloog
- Baldo degli Ubaldi, jurist
- Alessandro Volta, natuurkundige
- Lorenzo Valla, humanist
- Ferdinando Vegas, historicus, gespecialiseerd in Amerikaanse Geschiedenis